# Alisha Bailey
Alisha Bailey (* 13. April 1987 in London, England) ist eine britische Schauspielerin.

## Leben
Bailey wurde am 13. April 1987 in London geboren. Von 2006 bis 2009 erhielt sie ihre Schauspielausbildung an der Central School of Speech and Drama. Anschließend feierte sie ihr Schauspieldebüt in Episodenrollen in den Fernsehserien Doctors und My Almost Famous Family. Sie hatte 2011 eine Nebenrolle in der Filmkomödie Wer ist die Braut? und 2013 in der Liebeskomödie Das hält kein Jahr…!. Es folgten in den nächsten Jahren Episodenrollen in den Fernsehserien Lewis – Der Oxford Krimi, Chewing Gum, Strike und Call the Midwife – Ruf des Lebens. 2018 war sie im Tierhorrorfernsehfilm Lake Placid: Legacy in der Rolle der Pennie zu sehen. Ab demselben Jahr bis einschließlich 2020 wirkte sie in elf Episoden der Fernsehserie Save Me in der Rolle der Heather mit. 2021 hatte sie Episodenrollen in den Fernsehserien Grace und I Am....

## Filmografie (Auswahl)
- 2009: Doctors (Fernsehserie, Episode 11x89)
- 2009: My Almost Famous Family (Fernsehserie, Episode 1x10)
- 2010: Missing (Fernsehserie, Episode 2x04)
- 2010: Doctor Who (Fernsehserie, Episode 5x06)
- 2010: Dirk Gently (Fernsehserie, Episode 1x01)
- 2011: Wer ist die Braut? (Wer ist die Braut?)
- 2013: Das hält kein Jahr…! (I Give It a Year)
- 2014: Lewis – Der Oxford Krimi (Lewis, Fernsehserie, Episode 8x03)
- 2017: Chewing Gum (Fernsehserie, Episode 2x06)
- 2017: Strike (Fernsehserie, Episode 1x03)
- 2018: Call the Midwife – Ruf des Lebens (Call the Midwife, Fernsehserie, Episode 7x07)
- 2018: Lake Placid: Legacy (Fernsehfilm)
- 2018–2020: Save Me (Fernsehserie, 11 Episoden)
- 2019: Backdraft 2 – Ein brandheißer Tipp (Backdraft 2)
- 2021: Grace (Fernsehserie, Episode 1x01)
- 2021: I Am... (Fernsehserie, Episode 2x01)
- 2024: Domino Day (Fernsehserie, 6 Episoden)